# Bloodshot Records
Bloodshot Records ist ein Musiklabel in Chicago, das 1994/1995 gegründet wurde. Es widmet sich der alternativen Countryszene der Stadt, aber auch andere, vorrangig nationale Künstler und Künstlerinnen sowie Bands veröffentlichen hier. Das Label bezeichnet seine Musik als Insurgent Country. Labelinhaber sind Nan Warshaw und Rob Miller.
Im Oktober 2021 verkaufte Rob Miller das Label an Exceleration Music, eine Investorengruppe die bereits an Alligator Records beteiligt ist und Candid Records besitzt.
Künstler, die vom Label vertreten werden oder dies im Verlauf ihrer Karriere einmal wurden, sind unter anderem Neko Case, Jon Langford, Jay Farrar, Justin Townes Earle, Rosie Flores und Bobby Bare Jr.